# Parsonsia lenticellata
Parsonsia lenticellata är en oleanderväxtart som beskrevs av Cyril Tenison White. Parsonsia lenticellata ingår i släktet Parsonsia och familjen oleanderväxter. Inga underarter finns listade i Catalogue of Life.